# Dodoni
Dodoni (tiếng Hy Lạp: Δωδώνη) là một khu tự quản ở vùng Íperos, Hy Lạp. Khu tự quản Dodoni có diện tích 658 km², dân số theo điều tra ngày 18 tháng 3 năm 2001 là 10482 người.